# Terras de Sicó

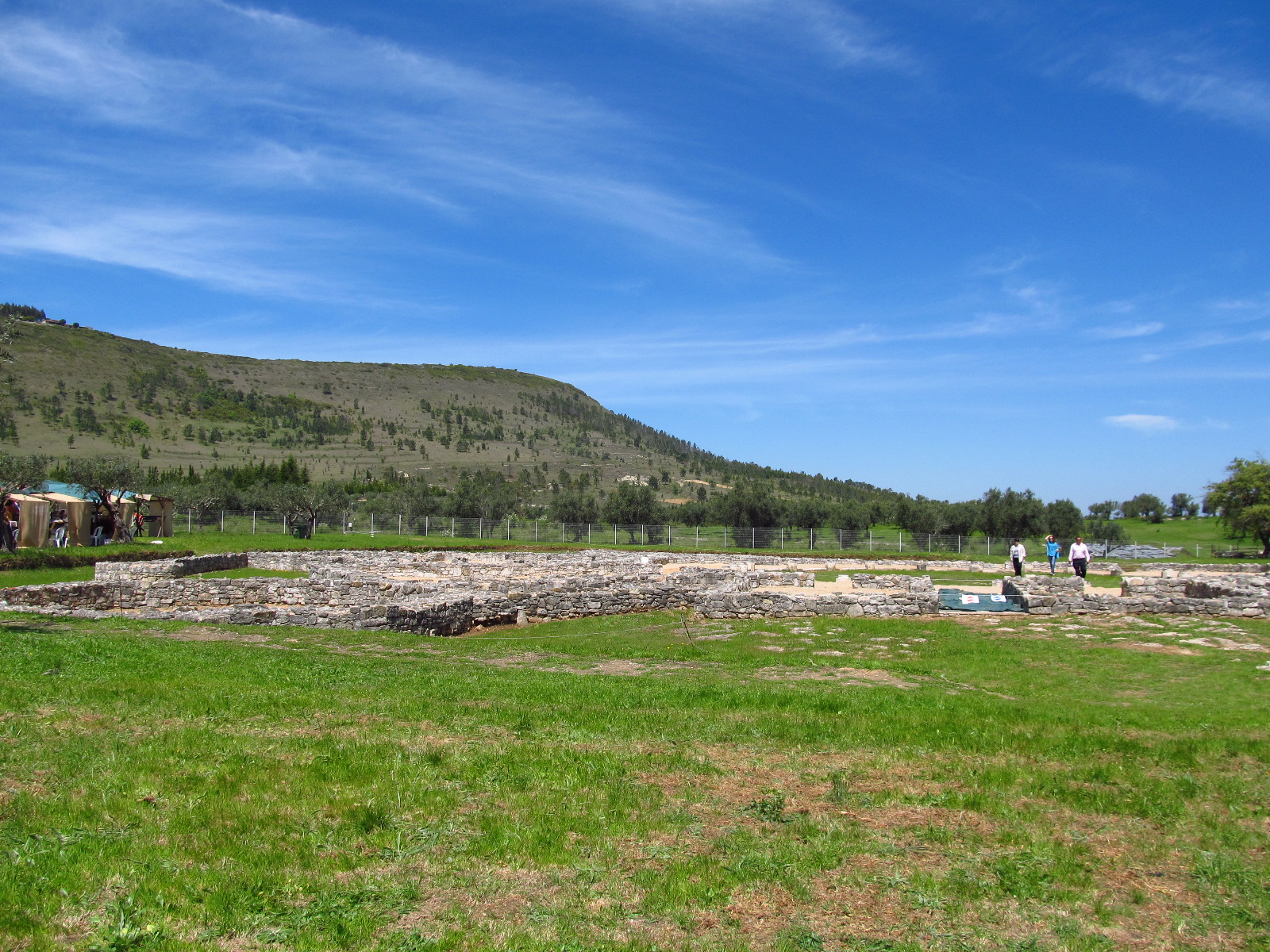
Paisagem bucólica observada a partir da Villa romana do Rabaçal.

As Terras de Sicó são um território de baixa densidade populacional, centrado no maciço da serra de Sicó, a norte do Parque Natural das Serras de Aire e Candeeiros. Situa-se na região Centro e engloba a totalidade dos Municípios de Alvaiázere, Ansião, Condeixa, Penela, Pombal e Soure, perfazendo uma área de aproximadamente 1.500 km2.

## Paisagem cultural
No intuito de sustentar integradamente a paisagem cultural das Terras de Sicó, foi criada a Rede de Aldeias de Calcário. Esta liga 18 povoações no intuito de valorizar o território para que “cada uma das aldeias em conjunto com iniciativas integradoras se possam regenerar e auxiliem as suas atividades económicas”.

### Gastronomia
Integra a sub-região vinícola Terras de Sicó, de raízes centenárias, na esfera da indicação geográfica “Beira Atlântico”, bem como a denominação de origem protegida do queijo do Rabaçal. Os campos de olival antigo, principalmente da variedade galega, são fundamentais na preparação de azeite para acompanhamento de outras tradições gastronómicas: o cabrito e o borrego, a conservação de queijos e enchidos, as lagaradas, biscoitos e outras confeções. Principalmente na zona de Alvaiázere assume especial importância o chícharo (Lathyrus sativus), inclusive com a celebração de um festival gastronómico anual para a divulgação desta leguminosa. Entre as diversas plantas aromáticas, destaca-se a Erva-de-Santa-Maria (Thymus zygis subsp. silvestris). É deveras cobiçada pelo sabor que dá ao queijo do Rabaçal e pela forma como refina a qualidade da carne de cabrito durante o pastoreio nas serranias, elevando a gastronomia do “cabrito à moda de Condeixa”.

### Espaços museológicos
Fazem parte desta paisagem os seguintes museus:
- Museu Nacional de Conímbriga, Museu PO.RO.S e Casa Museu Fernando Namora (Condeixa)
- Museu de Arte Popular Portuguesa e Museu Marquês de Pombal (Pombal)
- Museu da “Villa Romana” do Rabaçal (Penela)
- Casa Museu Fósseis de Sicó e Residência Senhorial dos Condes de Castelo Melhor (Ansião)
- Museu Municipal de Soure
- Museu Municipal de Alvaiázere

### Sítios classificados
Devido à sua relevância natural estão demarcadas as seguintes áreas: 
- Sicó — Alvaiázere[17]
- Reserva Natural do Paul de Arzila[18]
- Paul da Madriz[19]
- Buracas do Casmilo[20][21]